# Tricholoma lascivum
Tricholoma lascivum (Elias Magnus Fries, 1821 ex Claude Casimir Gillet, 1874) din încrengătura Basidiomycota, în familia Tricholomataceae și de genul Tricholoma este o specie de ciuperci necomestibile care coabitează, fiind un simbiont micoriza, formând prin urmare micorize pe rădăcinile arborilor. O denumire populară nu este cunoscută. Buretele, destul de comun, trăiește în România, Basarabia și Bucovina de Nord, izolat sau în grupuri cu destul de multe exemplare, în păduri de foioase și mixte, preponderent sub fagi, și sub stejari, dar niciodată pe lângă mesteceni, preferând un sol evident umed, nisipos până argilos, bazal sau neutru. Cu toate acestea, acceptă și soluri superficial ușor acide. Timpul apariției este din (iulie) august până în noiembrie.

## Taxonomie

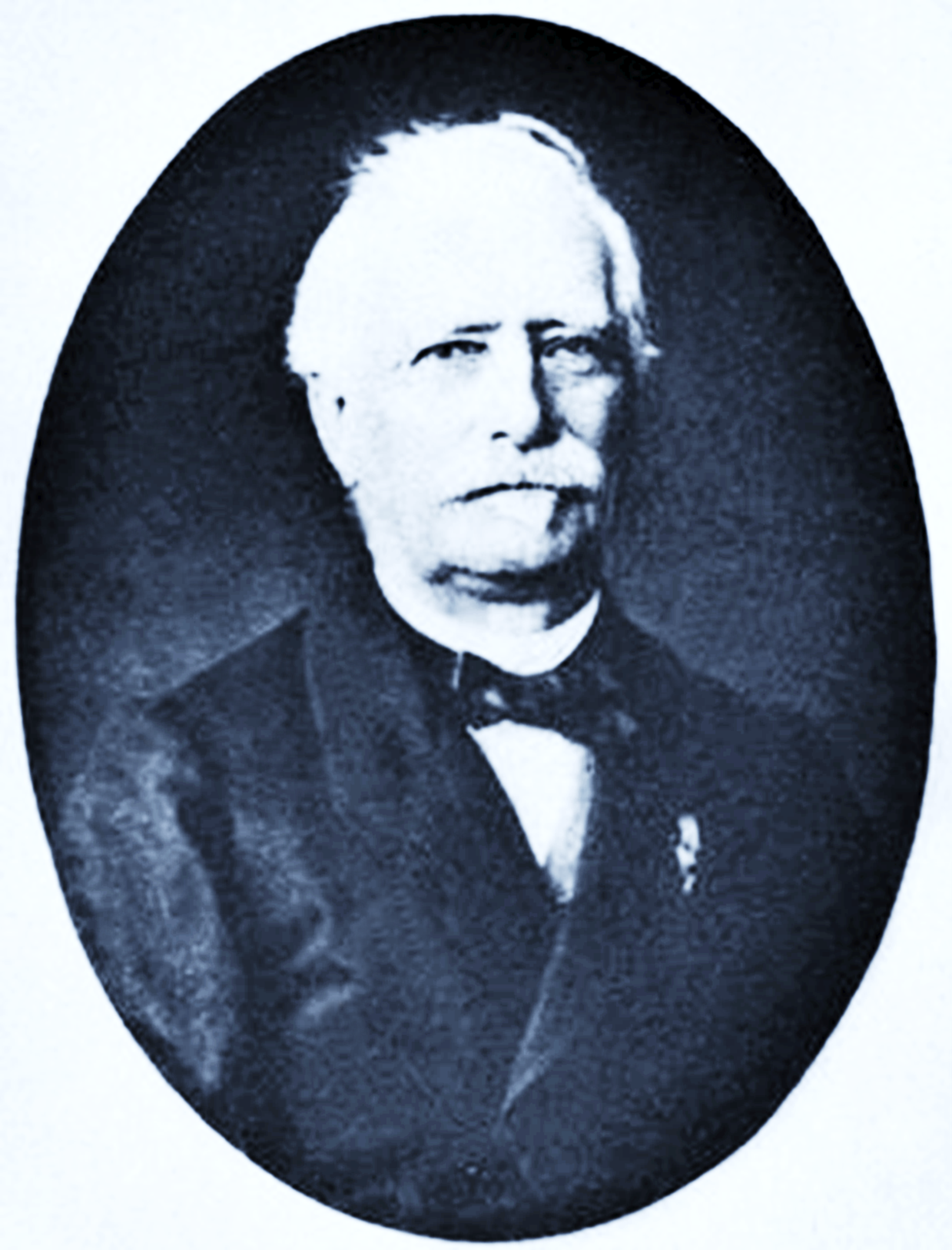
Claude Casimir Gillet

Numele binomial a fost determinat drept Agaricus lascivus de renumitul savant suedez Elias Magnus Fries în volumul 1 al trilogiei sale Systema Mycologicum din anul 1821.
Apoi, micologul francez Claude Casimir Gillet a transferat specia corect la genul Tricholoma sub păstrarea epitetului, de verificat în volumul 1 al lucrării sale Les Hyménomycètes: Ou, Description de tous les champignons (Fungi) qui croissent en France din 1874.
Denumirea  Gyrophila lasciva a lui Lucien Quélet din 1886 precum cele două variații descrise, anume Agaricus lascivus var. robustum Cooke (1884)  precum redenumirea Tricholoma lascivum var. robustum  (Cooke) Sacc. (1887)  sunt acceptate sinonim, dar nu sunt folosite.
Numele generic este derivat din cuvintele de limba greacă veche (greacă veche τριχο=păr) și (greacă veche λῶμα=margine, tiv de ex. unei rochii), iar epitetul din cuvântul latin (latină lascivus=între altele: dezmățat, destrăbălat, lasciv, licențios, zburdalnic), ce se referă la mirosul insistent al ciupercii.

## Descriere

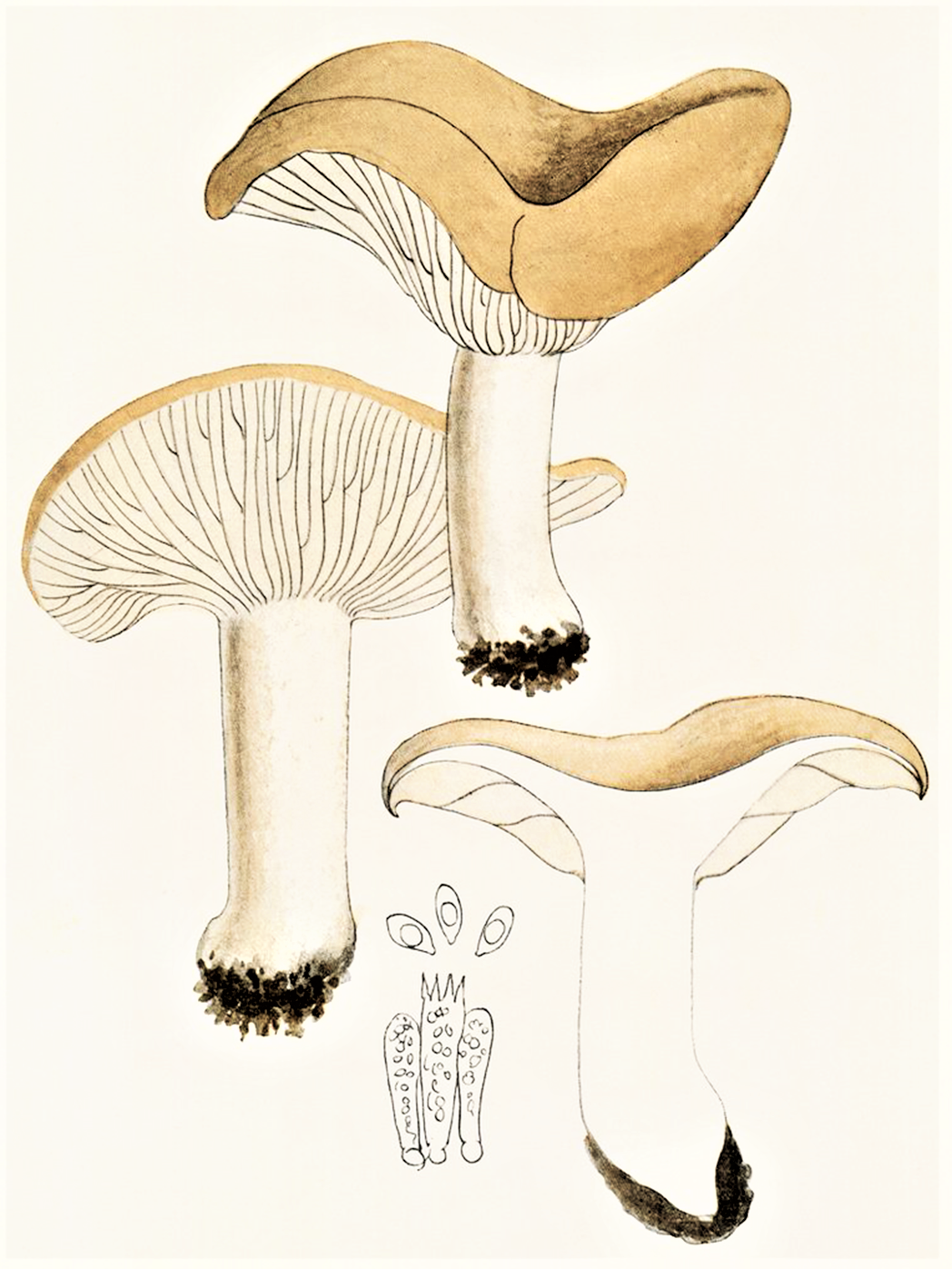
Bres.: Tricholoma lascivum

- Pălăria: are un diametru de 5-8 (11)cm, fiind destul de cărnoasă și robustă, în tinerețe semisferică până conică, apoi neregulat aplatizată, fără gurgui, la bătrânețe uneori adâncită în centru precum neregulat ondulată căpătând la secete crăpături verticale pe margine care este netedă, inițial slab răsfrântă spre interior, apoi întinsă. Cuticula lucioasă și goală, pe vreme uscată mătăsoasă, iar la umezeală apoasă, se poate decoji parțial. Cea ce privește coloritul se pare că există o formă albă a buretelui care însă este văzută de unii, conform Robert Kühner și Henri Romagnesi, identică cu Tricholoma album, deși aceasta are un miros ceva mai diferit.[11] Delimitarea exactă a speciilor este nerezolvată.[12] În mod general, ciuperca este albicioasă, ca de fildeș, crem, deschis ocru-maronie și la bătrânețe slab brună ca nuca cu pete brun-roșiatice.
- Lamelele: sfărâmicioase și ușor de separat de pălărie sunt destul de late, îndesate și intercalate, aderate bombat la picior (numit: șanț de castel) și uneori dințat decurente, cu muchii slab ondulate și netede, în vârstă ceva crestate care se decolorează la uscare roșu-maroniu. Coloritul este ori alb, ori albicios până slab ocru. Se decolorează după apăsare deschis roșiatic.
- Piciorul: cu o lungime de 3-7 (8)cm și o lățime de 0,8-1,5 (1,8)cm, este ferm, bățos, plin pe dinăuntru, cilindric, dar slab îngroșat spre jos, sfârșitul bazei fiind adesea ascuțită. Coloritul cojii poate fi alb, murdar albicios, crem-albicios până palid ocru, spre bază nu rar gălbui și maroniu fibros, la bătrânețe cu pete ruginii. Sub pălărie este alb brumat. Nu prezintă un inel.
- Carnea: albă care nu se decolorează după tăiere, este fermă, uneori ceva moale sub presiune, are un miros neplăcut de flori de caprifoi sau varză albă, cu avansarea în vârstă dezagreabil pământos cu nuanțe de bitumen și un gust imediat amar, devenind apoi în plus iute.[3][4]
- Caracteristici microscopice: are spori, netezi, slab elipsoidali până ovoidali, apiculați spre vârf, cu o picătură mare, uleioasă în mijloc, hialini (translucizi) și neamiloizi (nu se decolorează cu reactivi de iod), având o mărime de 8-9 x 4-5 microni. Pulberea lor este albă. Basidiile clavate cu fibule și 4 sterigme fiecare măsoară 25-30 x 6-8 microni. Cistidele celule de obicei izbitoare și sterile care pot apărea între basidii și himen, stratul fructifer), în himeniu neexistente, sunt mai scurte, cu vârfuri rotunjite și pediculate. Hifele cuticulei cu o grosime de 3-7µm sunt împletite și dispuse mai mult sau mai puțin paralel, septele prezentând parțial fibule.[13][14]
- Reacții chimice: nu sunt cunoscute.[15]

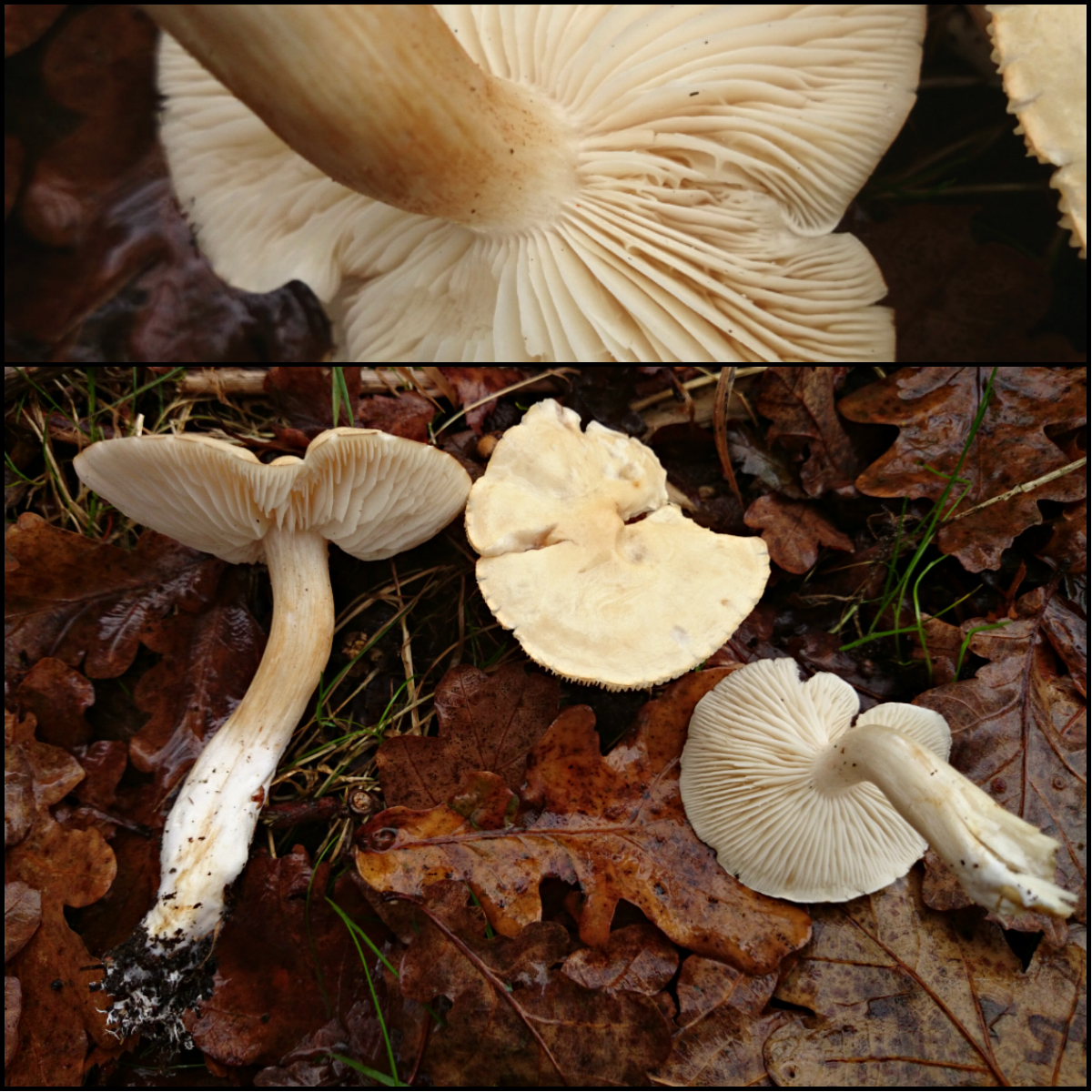
T. lascivum, lamele și picior
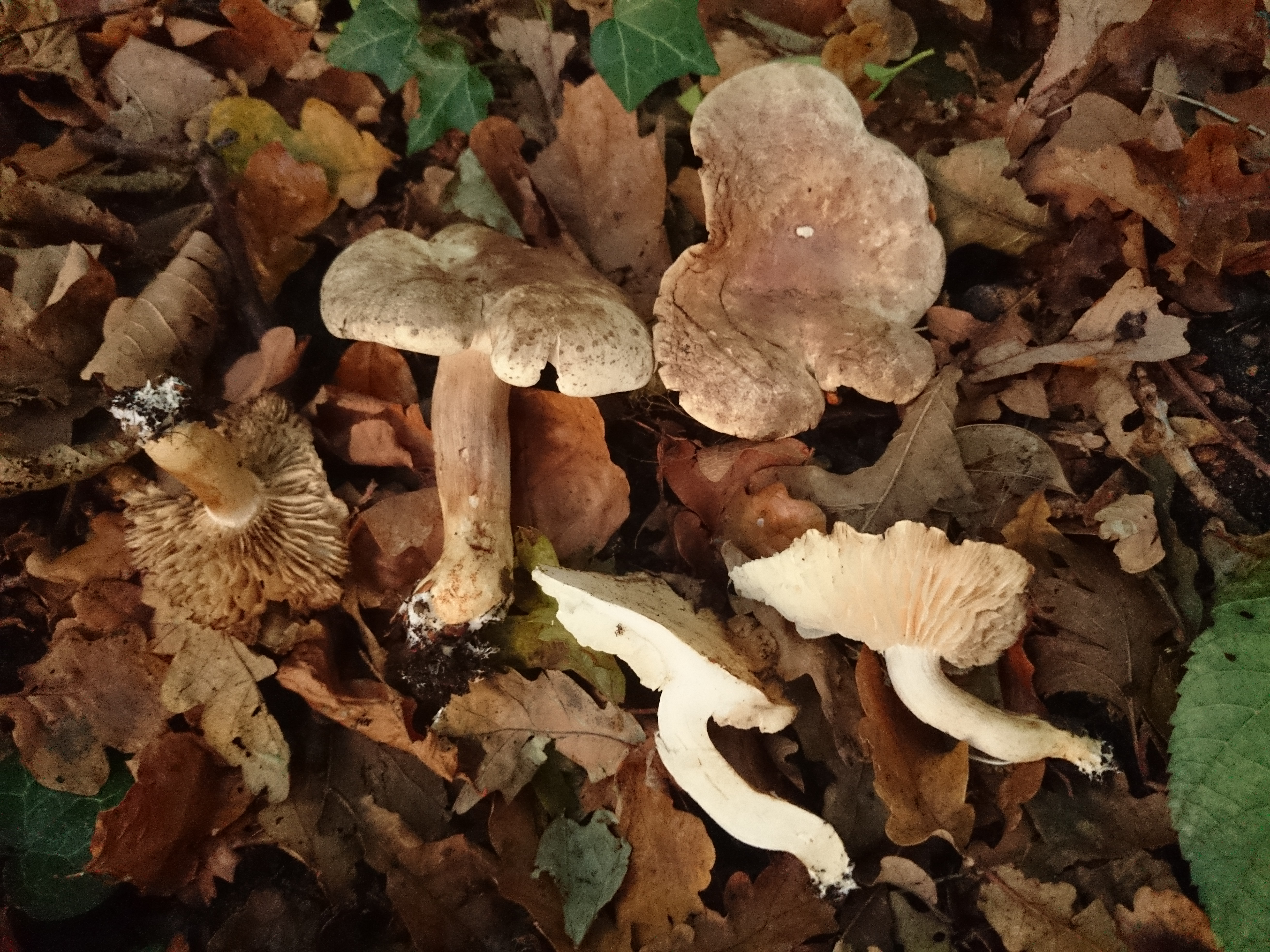
T. lascivum mature și bătrâne
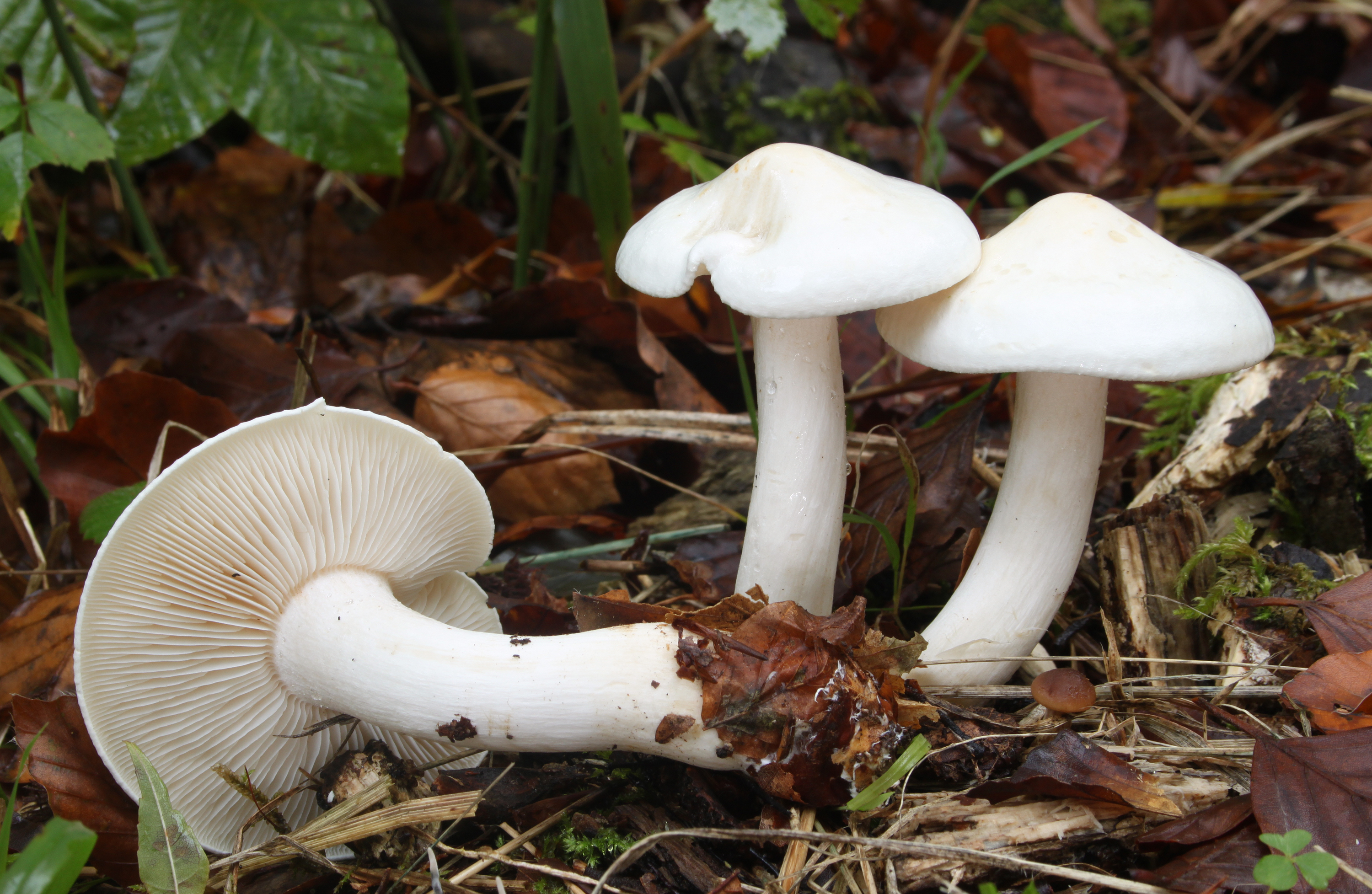
T. lascivum, formă albă

## Confuzii
Datorită variabilității în culoare, ciuperca poate fi confundată în primul rând cu Tricholoma album (necomestibil, apare în păduri de foioase și mixte precum la marginile lor sub stejari, iar prin pajiști sub mesteceni, cu cuticulă albă, mai târziu cu nuanțe destul de puternice izabel, lamele albe, apoi crem, un miros insistent greu de descris, fiind dulcișor ca de iasomie sau săpun ieftin, concomitent insistent pământos sau ca de sfeclă, uneori cu componente făinoase și un gust mai întâi neplăcut amar, apoi foarte iute), Tricholoma bufonium (destul de otrăvitor, crește în toate felurile de pădure, cu predilecție în cele montane de conifere, tânăr brun-purpuriu, la maturitate ocru-gălbui, lamele și carne gălbuie, miros înțepător de gaz de iluminat, gust dezgustător, provoacă un disconfort deja după o probă făcută), Tricholoma inamoenum (necomestibil, de dezvoltă în păduri de conifere, cuticulă albicioasă până crem, miros de gaz de iluminat, gust blând sau asemănător cu varza, uneori ușor rânced sau amar) sau Tricholoma stiparophyllum, sin. Tricholoma pseudoalbum (necomestibil, se dezvoltă sub mesteceni, cuticulă albicioasă în centru cu pete înnorate ocru-gălbuie până galben-maronii, margine scurt canelată, carne albicioasă cu nuanță gălbuie, miros gazos, neplăcut pământos, gust amar și foarte iute), iar dacă nu se dă seama de odorul intensiv, specia poate fi confundată de asemenea cu Clitocybe phyllophila sin. Clitocybe cerussata (foarte otrăvitoare, uneori letală, saprofit), Cortinarius caperatus sin. Rozizes caperata (comestibil, savuros, poartă un inel), Entoloma prunuloides (necomestibil), Entoloma sinuatum (otrăvitor, posibil letal), Inocybe geophylla (otrăvitoare, are lamele albicioase, mai târziu ocru-maronii, cu un miros tipic foarte dezgustător, conținând o doză mare de muscarină), Leucocybe connata sin. Clitocybe connata, Lyophyllum connatum (comestibil, saprofit, se dezvoltă mereu în mănunchiuri în păduri de foioase, de conifere și mixte, prin iarbă în luminișuri, la margini de drum, pe pajiști și pe maluri de pâraie, miros plăcut făinos-floral, aproape insistent dulcișor, asemănător florilor ale Corydalis solida (brebenelul) din familia Papaveraceae și gust savuros, ușor de faină) Pluteus petasatus (comestibil, saprofit, trăiește pe lemn mort de castan, mesteacăn, plop tremurător și tei, miros imperceptibil, dar în vârstă neplăcut dulcișor și pământos, gust blând), Rhodocollybia maculata sin. Collybia maculata (necomestibil, trăiește în toate felurile de pădure sub carpeni, fagi și stejari respectiv sub molizi și pini, cuticulă albicioasă până gălbuie cu pete roșiatice spre centru, lamele albicioase, la bătrânețe brun-roșiatice, miros amărui, neplăcut lemnos, gust amar cu  iz foarte neplăcut), Tricholoma acerbum (necomestibil), Tricholoma columbetta (comestibil, destul de savuros) sau Tricholoma roseoacerbum (otrăvitor, trăiește în păduri de conifere preferat sub brazi, miros imperceptibil, gust amar și iute).

## Specii asemănătoare în imagini

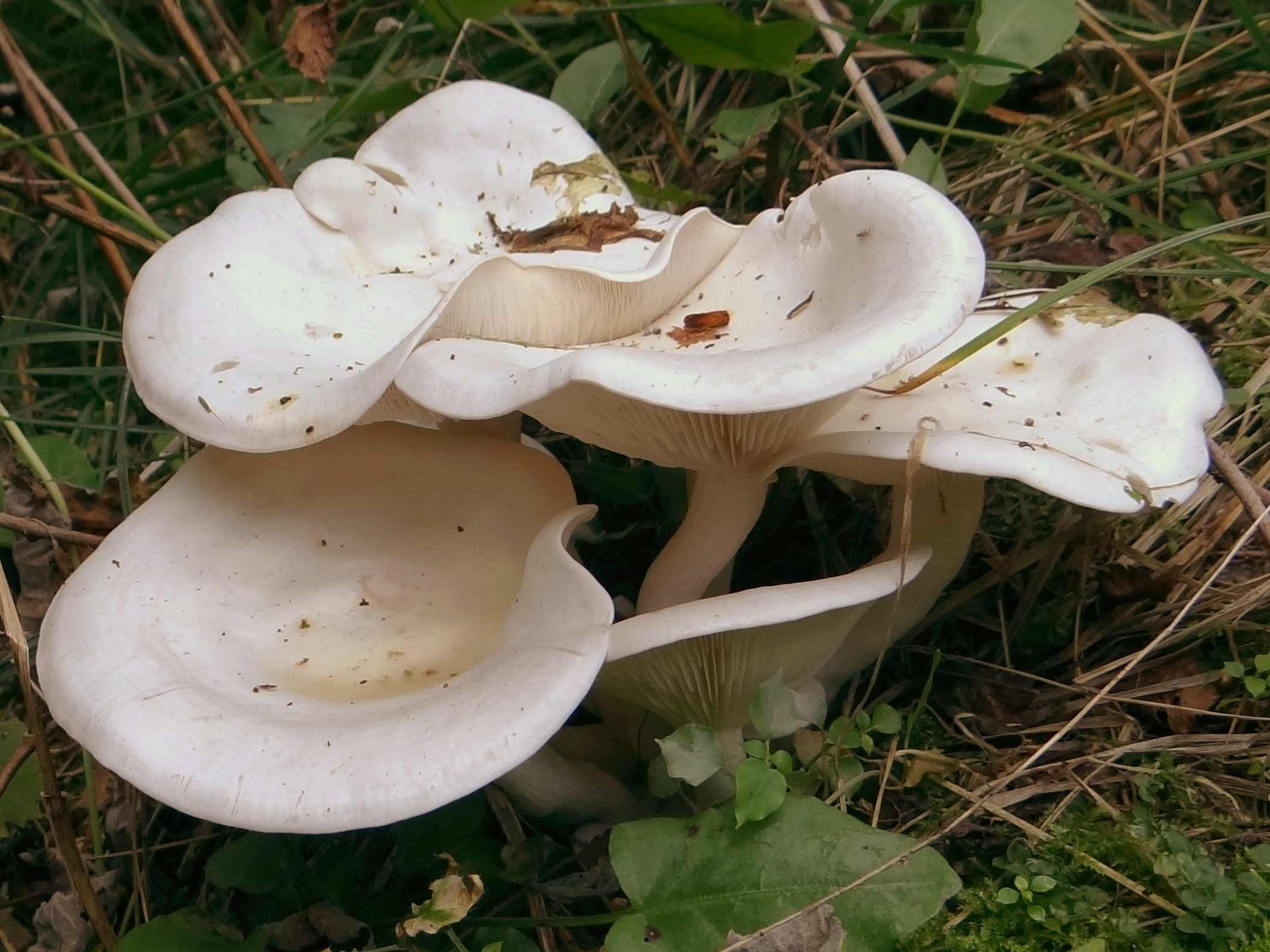
!!!Clitocybe phyllophila sin. Clitocybe cerussata!!!
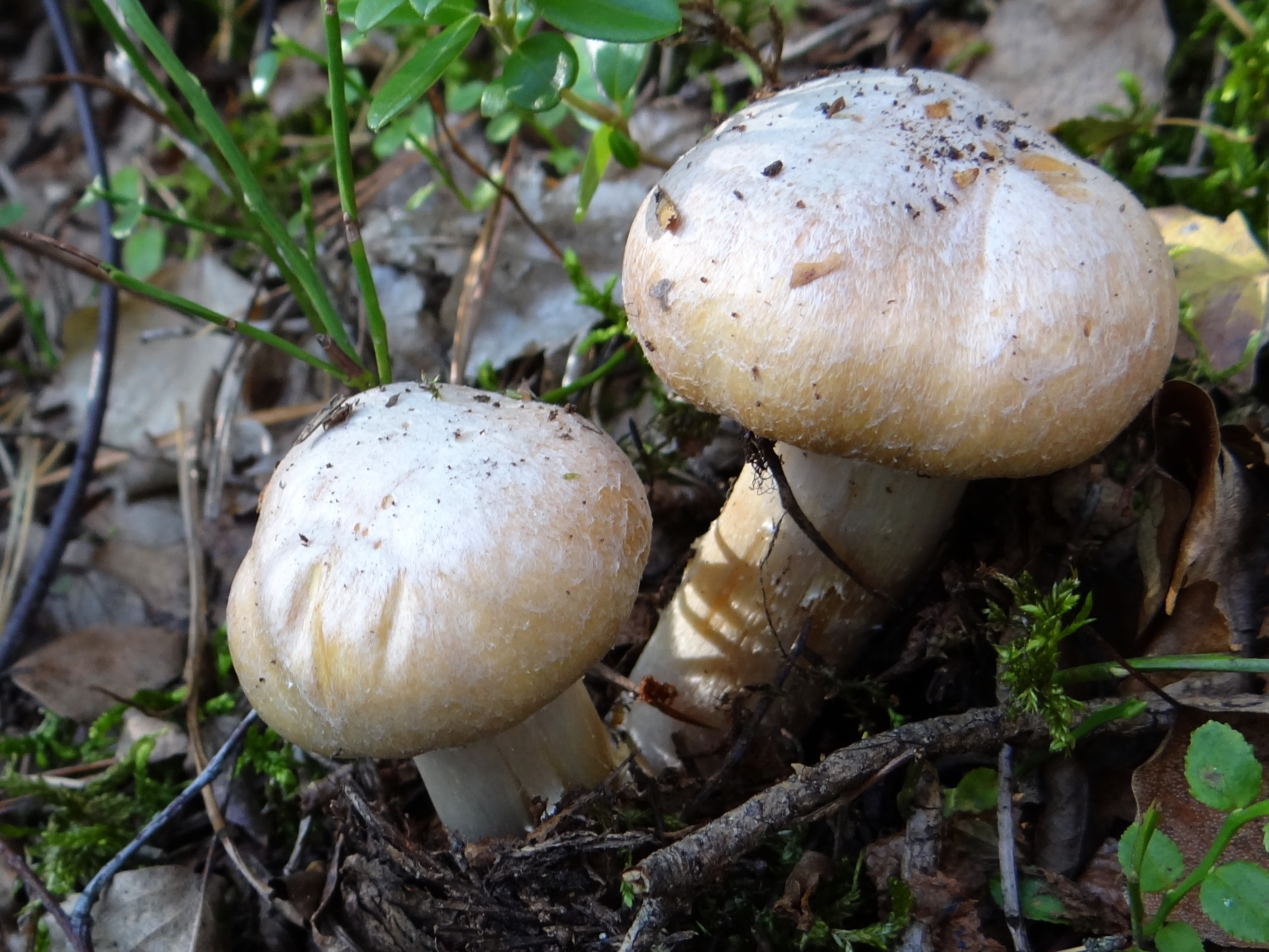
Cortinarius caperatus sin. Rozizes caperata
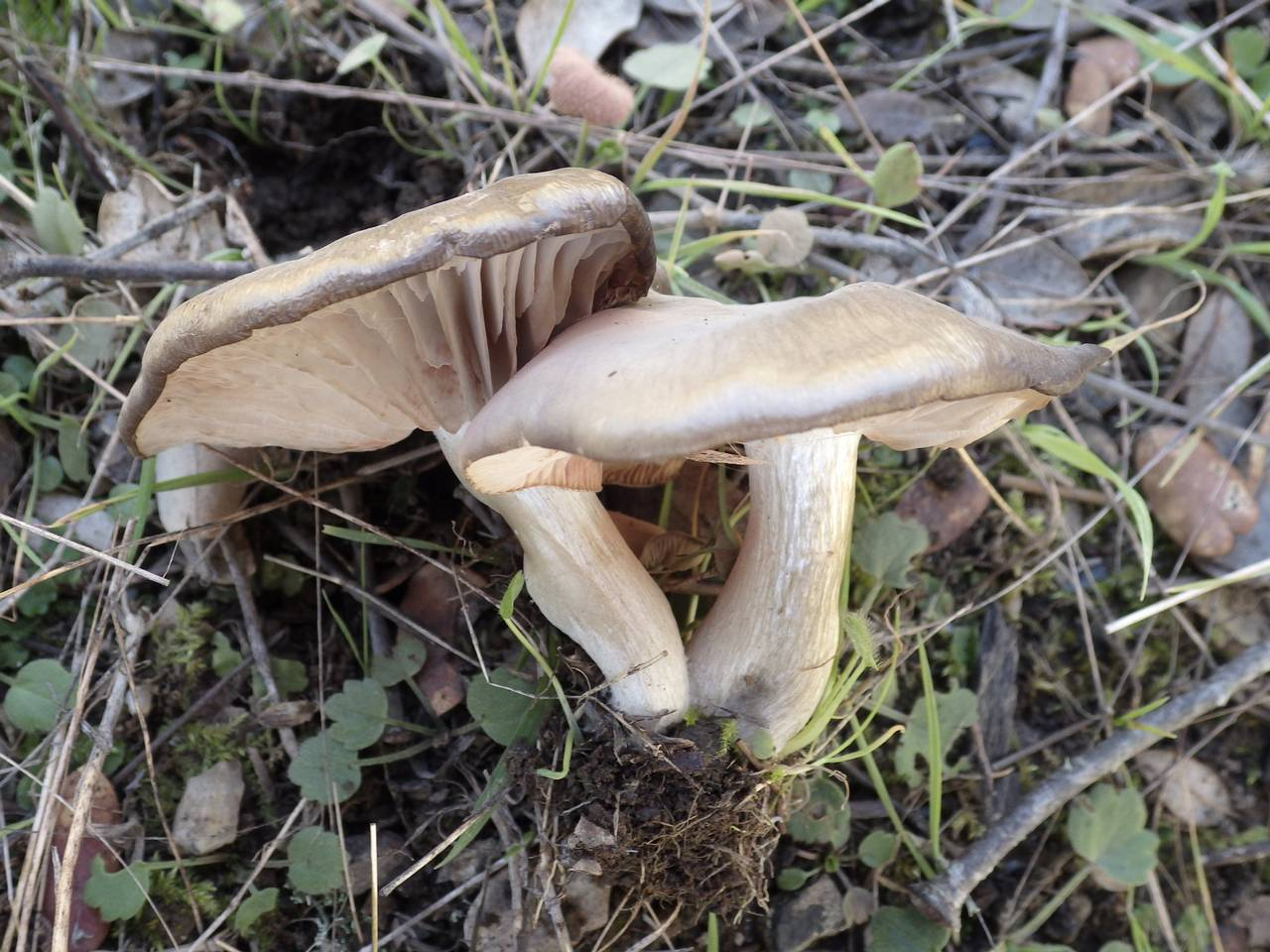
!Entoloma prunuloides!
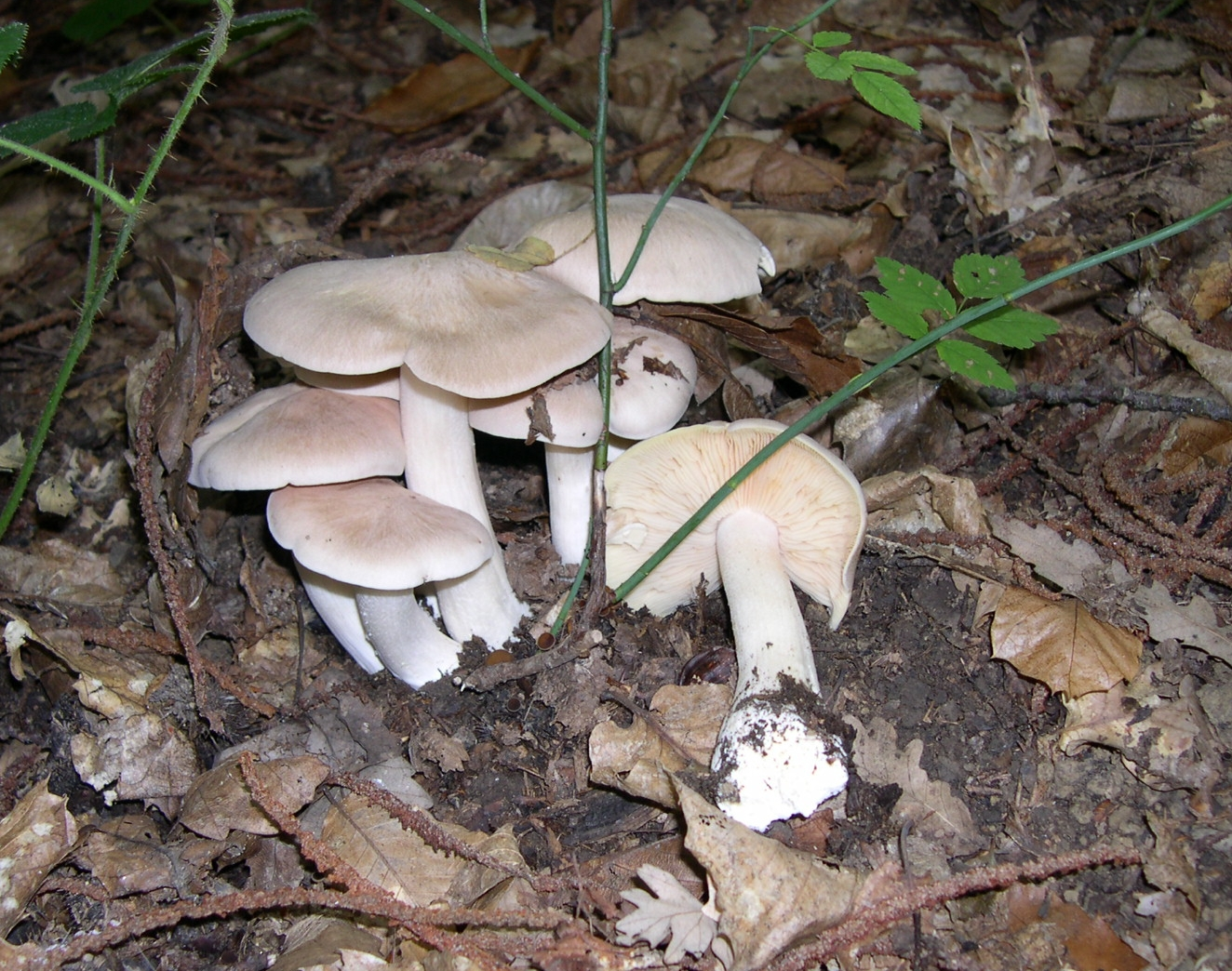
!!!Entoloma sinuatum!!!
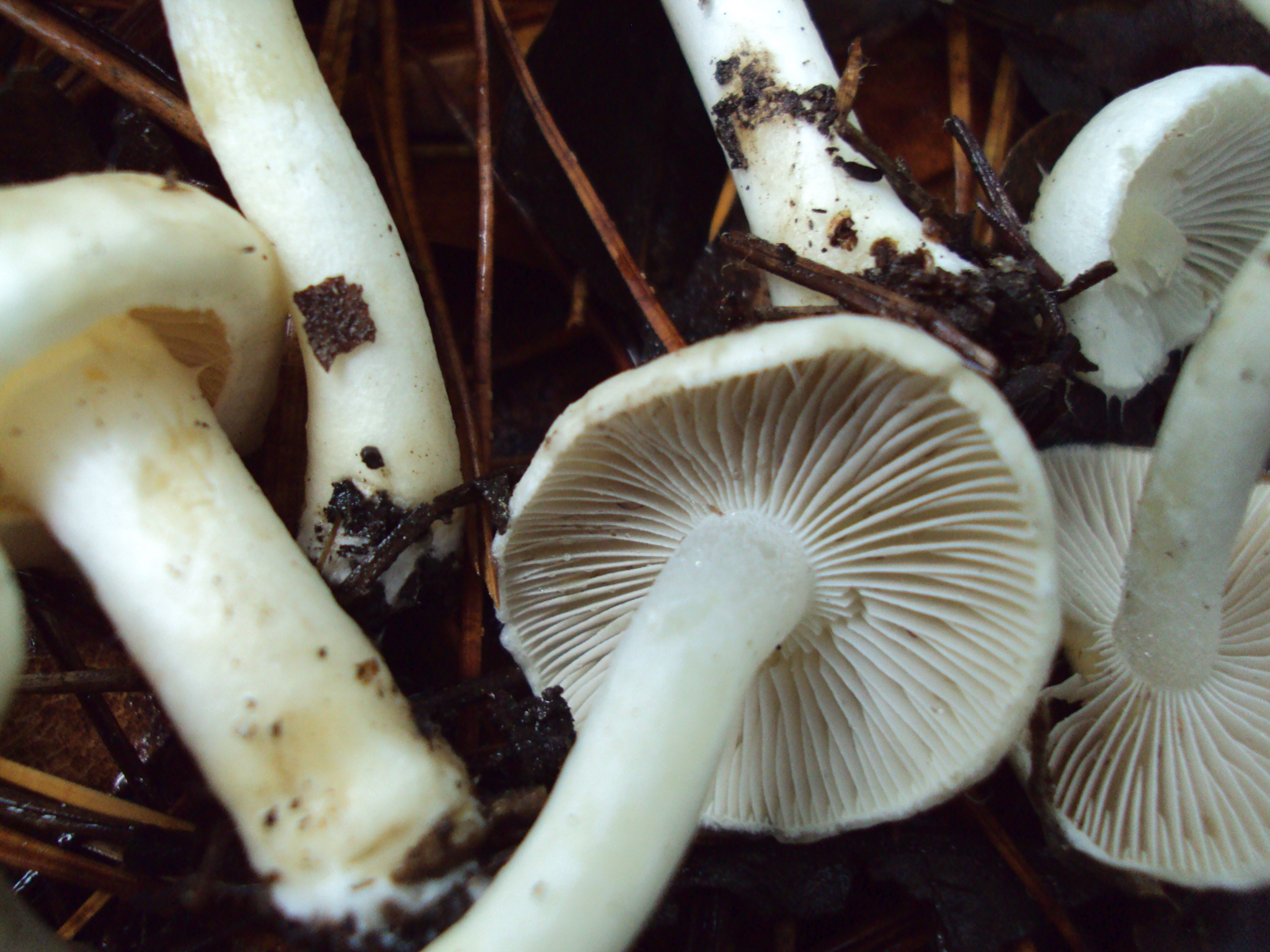
!!Inocybe geophylla!!

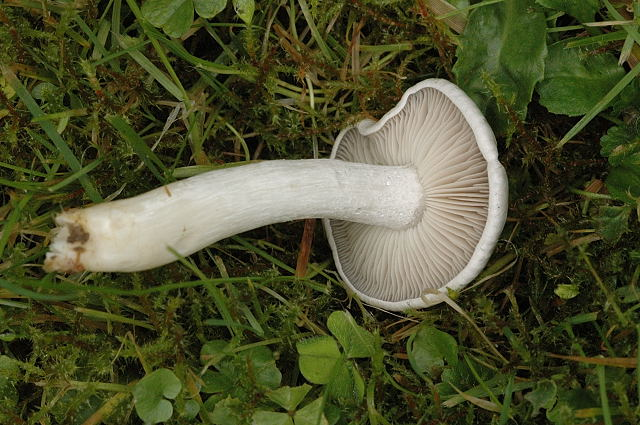
Leucocybe connata sin. Clitocybe connata
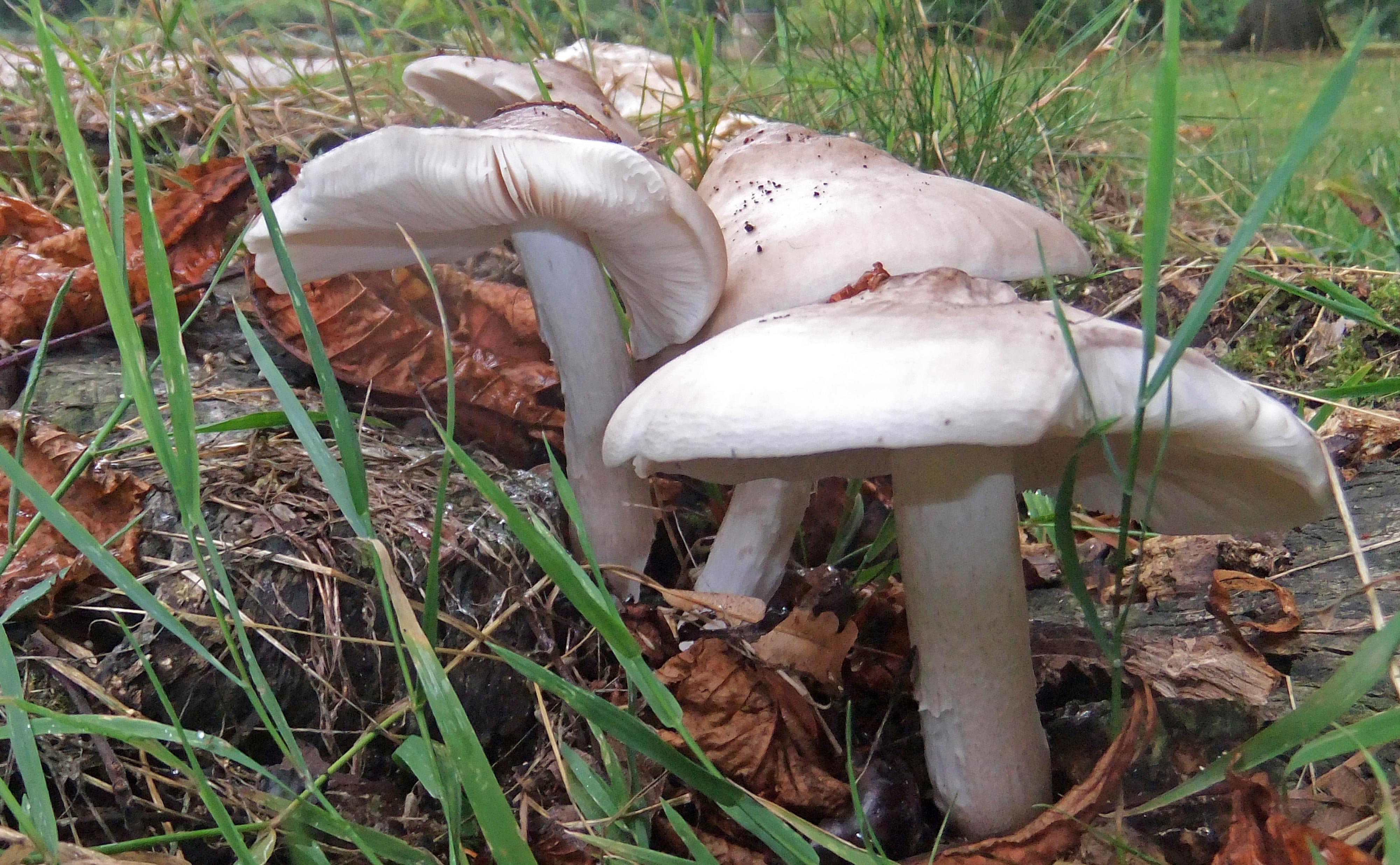
Pluteus petasatus
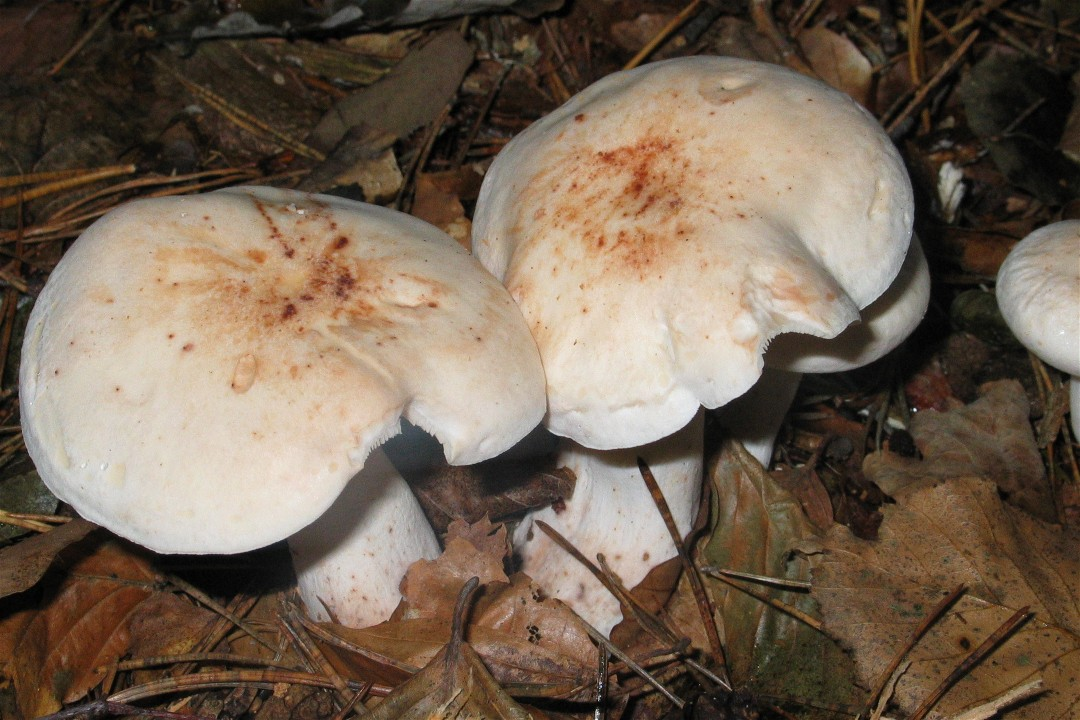
!Rhodocollybia maculata sin. Collybia maculata!
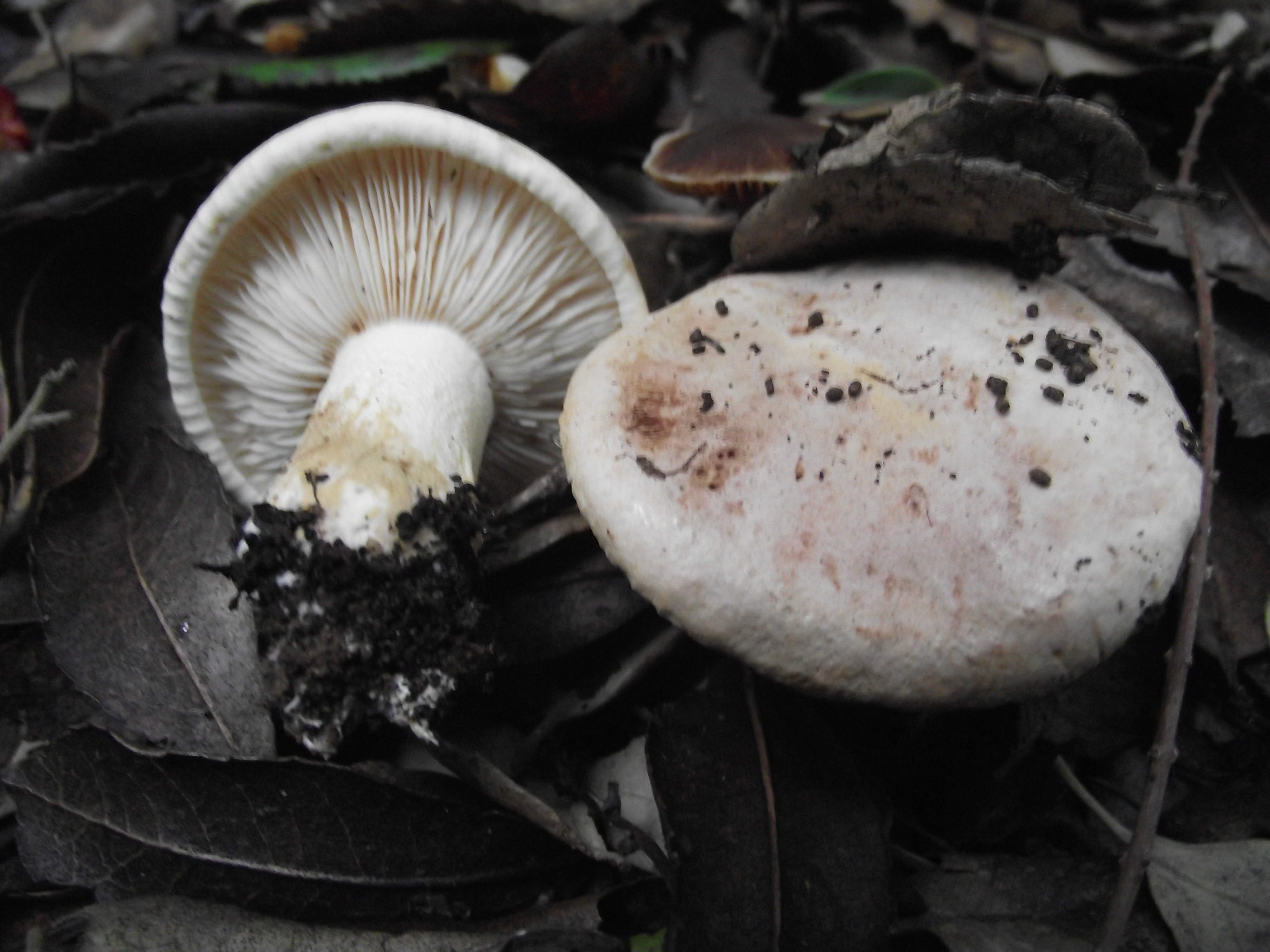
! Tricholoma acerbum!
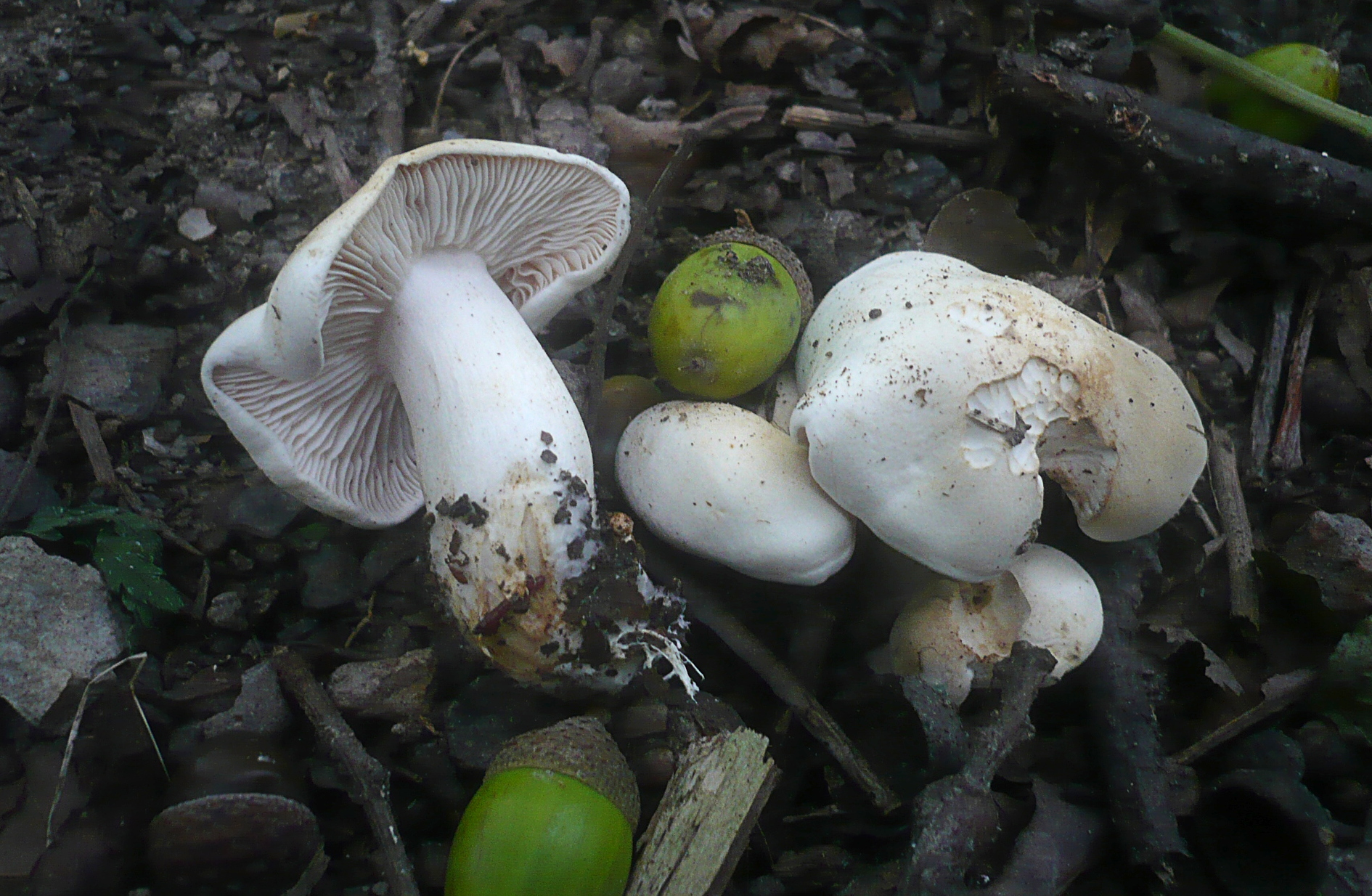
! Tricholoma album!

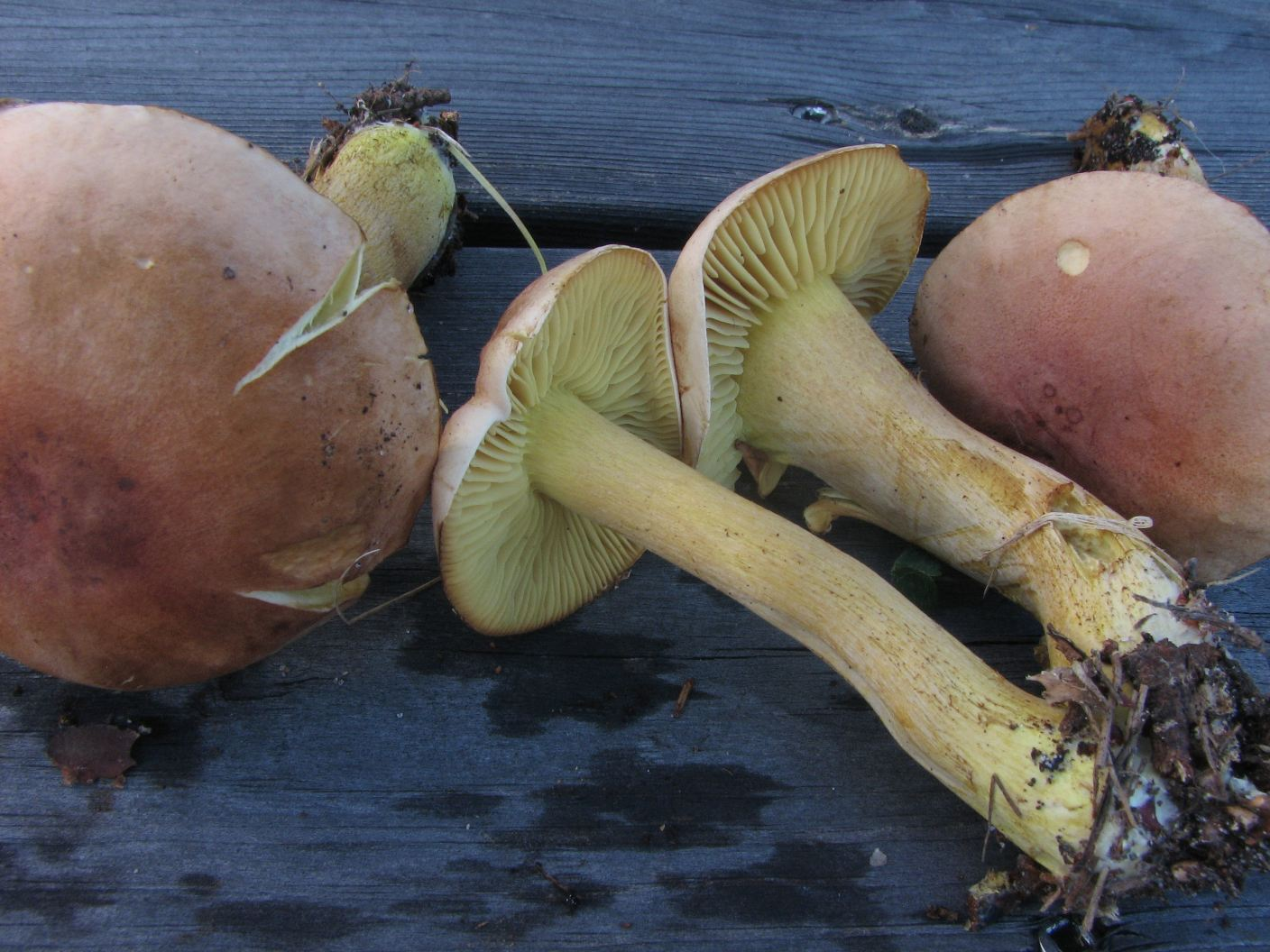
!!Tricholoma bufonium!!
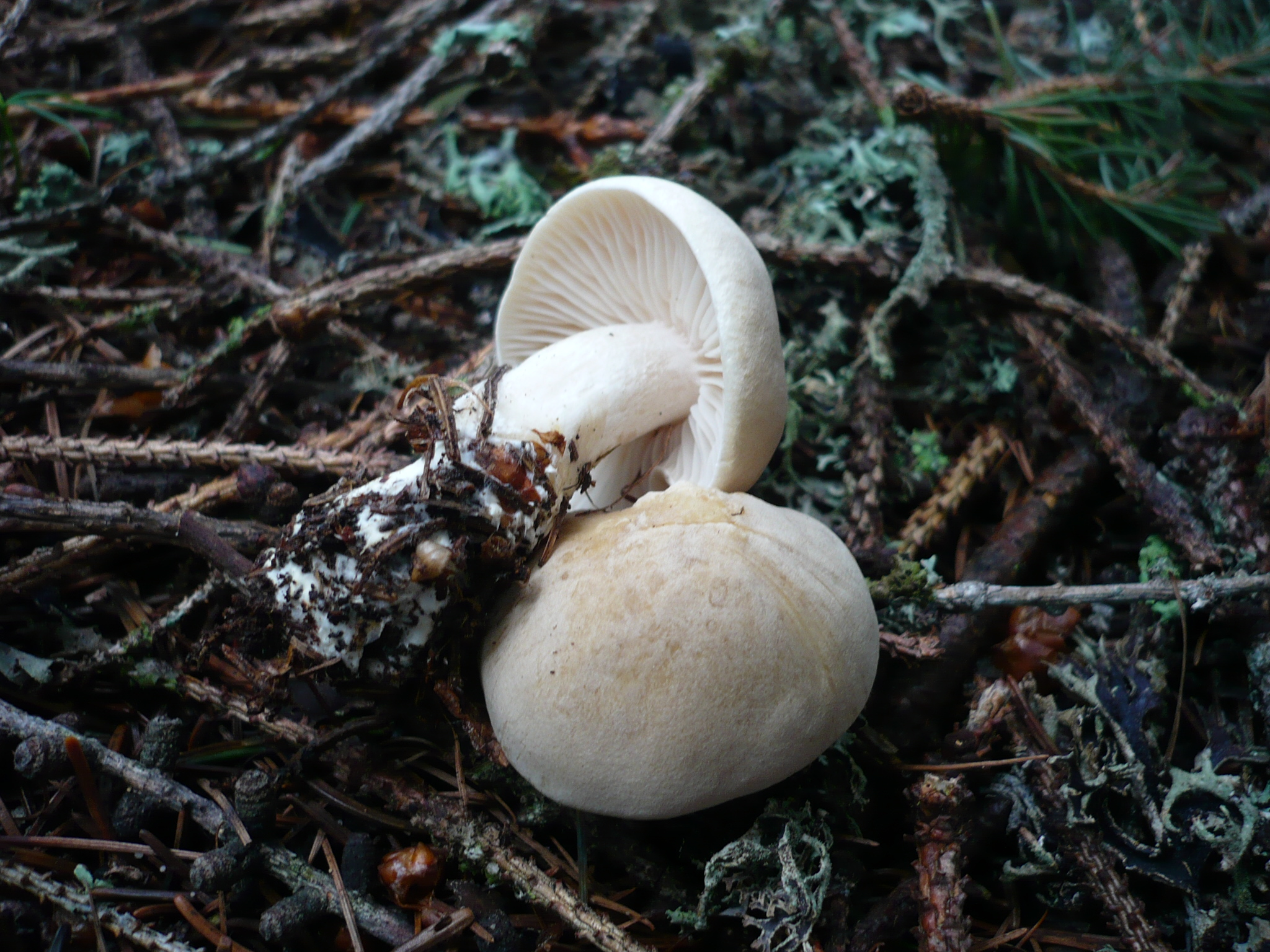
!Tricholoma inamoenum!
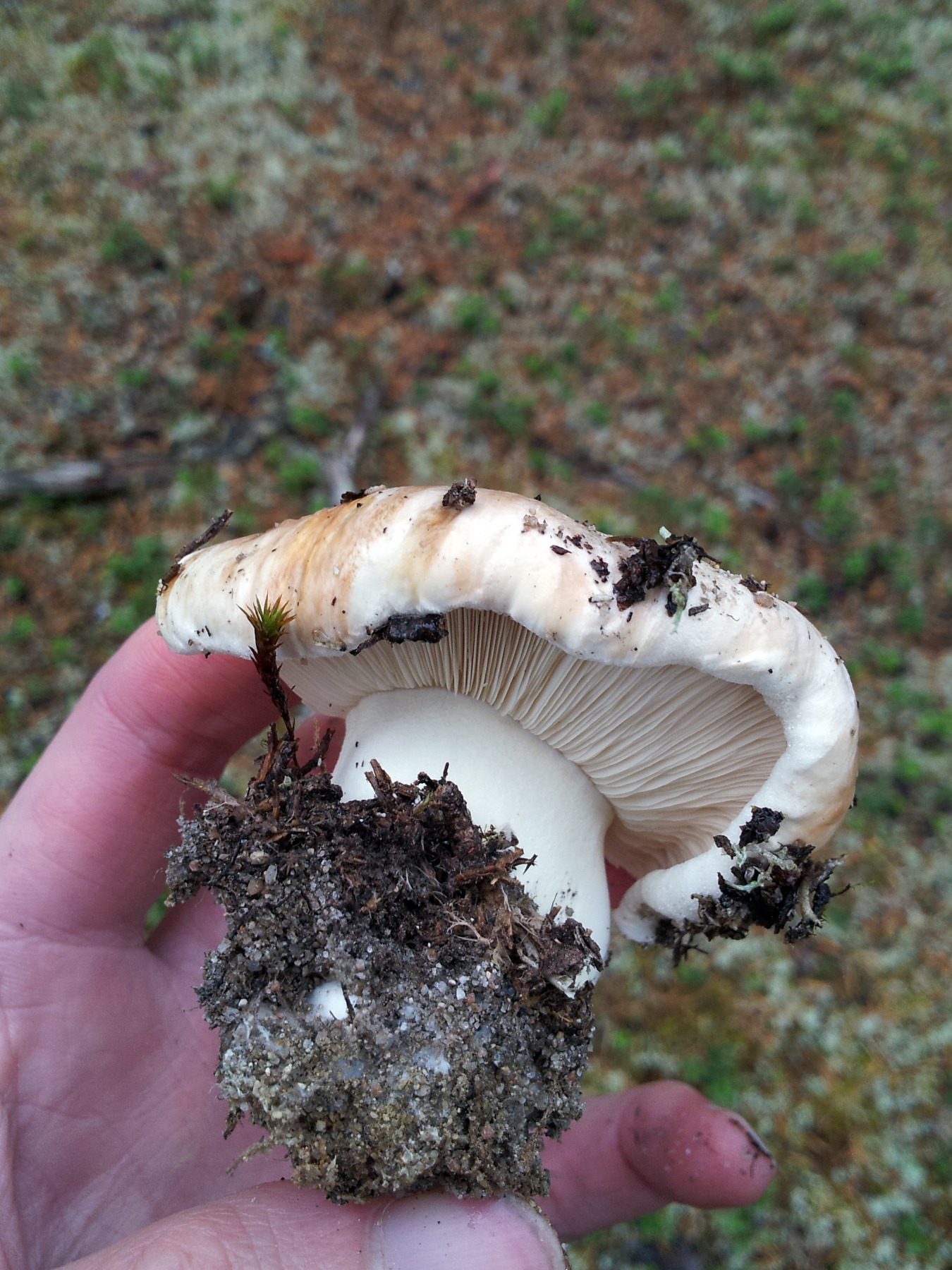
!!Tricholoma roseoacerbum!!
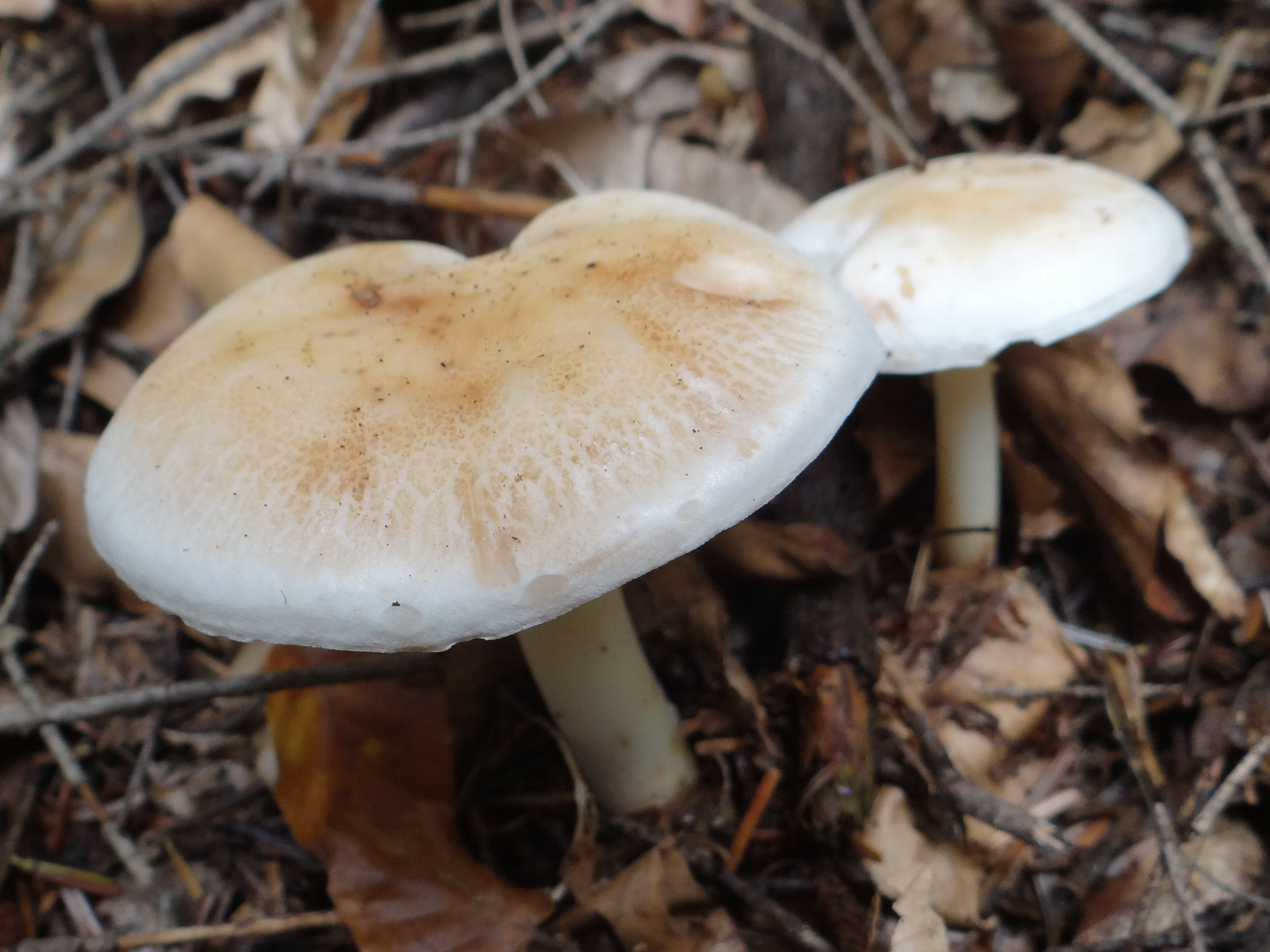
!Tricholoma stiparophyllum sin. Tricholoma pseudoalbum!

## Valorificare
Buretele este din cauza mirosului neplăcut precum al gustului amar și iute absolut necomestibil.
| Nu mâncați niciodată bureți de genul Tricholoma iuți și/sau amari (nici după însilozare) pentru că provoacă aproape mereu tulburări gastrointestinale, parțial foarte severe. |